# Sör-Norsjön
Sör-Norsjön är en sjö i Härnösands kommun i Ångermanland och ingår i Ångermanälven-Gådeåns kustområde. Sjön har en area på 0,12 kvadratkilometer och ligger 170 meter över havet. Sjön avvattnas av vattendraget Furuhultsån (Seljeån).

## Delavrinningsområde
Sör-Norsjön ingår i det delavrinningsområde (696475-159260) som SMHI kallar för Utloppet av Sör-Norsjön. Medelhöjden är 265 meter över havet och ytan är 4,08 kvadratkilometer. Det finns ett avrinningsområde uppströms, och räknas det in blir den ackumulerade arean 15,57 kvadratkilometer. Avrinningsområdets utflöde Furuhultsån (Seljeån) mynnar i havet. Avrinningsområdet består mestadels av skog (88 procent). Avrinningsområdet har 0,12 kvadratkilometer vattenytor vilket ger det en sjöprocent på 2,9 procent.